# Seguridad Pública Popular de Vietnam
La Seguridad Pública Popular de Vietnam (en vietnamita: Công an Nhân dân Việt Nam) es la principal fuerza de policía y seguridad de Vietnam, se encuentra bajo el control directo del Ministerio de Seguridad Pública. Forma parte de las Fuerzas Armadas Populares de Vietnam y está de facto bajo el control del Partido Comunista de Vietnam.
Esta fuerza fue creada el 19 de agosto de 1945.

## Funciones y ramas
La Seguridad Pública Popular de Vietnam tiene dos ramas:
La seguridad del pueblo de Vietnam
- Evitar, investigar y eliminar posibles acciones contra enemigos de la nación vietnamita que pueden poner en peligro la seguridad nacional.
- Servicios de inteligencia.
- Apoyar en la seguridad política interna, la seguridad económica, la ideología, la seguridad cultural, la seguridad de la red y la seguridad de la información junto a cuerpos uniformados según lo establece la ley.
- Administrar la entrada o salida de visas. Administrar a todas las personas extranjeras y vietnamitas en su visita a Vietnam desde el extranjero. Proteger los secretos gubernamentales. Trabajar en la misión de proteger la seguridad nacional en las regiones fronterizas y cruces a través de medios legales.
- Ayudando a construir una seguridad personal en cada tipo de vida, en todas las áreas del país.
- Realizando otros deberes, misiones y responsabilidades de acuerdo con la ley.

La policía popular de Vietnam (incluidas las fuerzas de defensa civil)
- Trabajar para prevenir, investigar y resolver actividades delictivas relacionadas con el medio ambiente, la política, el tráfico, las actividades y la corrupción en consonancia con las leyes de la República Socialista.
- Trabajar con el público en general en la prevención del delito y en la participación en sus acciones.
- Realizar responsabilidades y deberes relacionados con:
  - Seguridad de identificación
  - Seguridad Pública
  - Seguridad del transporte
  - Seguridad vial
  - Bomberos
  - Defensa Civil
  - Preparación y respuesta ante desastres
- Ejecutar otros deberes y misiones de acuerdo con la Constitución y las leyes de la República Socialista de Vietnam.

Estas dos fuerzas están entrenadas principalmente en dos instituciones, la Academia de Policía Popular de Vietnam y el Instituto de Seguridad Popular de Vietnam.

## Tareas y poderes de las Fuerzas de Seguridad Pública del Pueblo
- Recopilar información, analizar, evaluar y predecir la situación y proponer a la parte y al Estado promulgar y dirigir la implementación de lineamientos, políticas, leyes y estrategias de protección de la seguridad nacional y el mantenimiento del orden y la seguridad social. Proponer la combinación de los requisitos de las estrategias de protección de la seguridad nacional y el mantenimiento del orden y la seguridad social con aquellas estrategias y políticas de construcción y desarrollo socioeconómico, la defensa nacional y las relaciones externas del Estado.
- Para proteger los derechos a la libertad, la democracia, la vida y la propiedad de las personas; para proteger a altos funcionarios de alto rango del Partido y el Estado y los invitados extranjeros; para salvaguardar eventos importantes, objetivos y proyectos clave de seguridad nacional, oficinas de representación extranjeras, representantes de organizaciones internacionales con sede en Vietnam, personas que poseen o están estrechamente relacionadas con los secretos de estado.
- Para recibir y procesar informes y denuncias sobre delitos, iniciar demandas penales e investigar delitos, y realizar otras tareas judiciales de acuerdo con las disposiciones de la ley.
- Para sancionar las infracciones administrativas y aplicar otras medidas de manejo administrativo según lo dispuesto por la ley.
- Guiar, inspeccionar y examinar agencias, organizaciones y ciudadanos para llevar a cabo la tarea de proteger la seguridad nacional y mantener el orden y la seguridad social; para conducir la propagación, difusión y educación de la ley y construir "toda la población protege el movimiento de seguridad de la Patria".
- Aplicar medidas de movilización de masas, legales, diplomáticas, económicas, científico-técnicas, profesionales y armadas para proteger la seguridad nacional y mantener el orden y la seguridad social.
- Usar armas, herramientas de apoyo y medios técnicos y profesionales necesarios para atacar crímenes y para la defensa propia de acuerdo con las disposiciones de la ley.
- En caso de necesidad, emitir decisiones o proponer la suspensión o terminación de operaciones de agencias, organizaciones o individuos que sean perjudiciales para la seguridad nacional, el orden social y la seguridad; a requisar medios de transporte, equipos de comunicación y otros medios técnicos de agencias, organizaciones, particulares y operadores o usuarios de dichos medios de acuerdo con las disposiciones de la ley.
- Solicitar a las agencias, organizaciones o individuos que se coordinen en actividades y brinden información relacionada con la seguridad nacional, el orden social y la seguridad.
- Coordinar estrechamente con el Ejército Popular, las Fuerzas de Autodefensa, milicias y las agencias estatales para proteger la seguridad nacional, mantener el orden y la seguridad social y defender la independencia nacional, la soberanía, la unidad y la integridad territorial.

Investigar y aplicar los logros científicos y tecnológicos modernos en la protección de la seguridad nacional y el mantenimiento del orden y la seguridad social.
- Para desarrollar las fuerzas de limpieza y fortaleza política, ideológica, organizativa y profesional.
- Entrar en la cooperación internacional para la protección de la seguridad nacional y el orden social y la seguridad

## El sistema organizativo de las Fuerzas de Seguridad Pública Popular
El sistema organizativo de las Fuerzas de Seguridad Pública Popular se compone de:
- Ministerio de Seguridad Pública;
- Departamentos de Seguridad Pública de municipios y provincias
- Oficinas de Seguridad Pública de distritos rurales, distritos urbanos, pueblos y ciudades provinciales;
- Seguridad pública Puestos de comunas, salas y municipios.

## Departamento de Seguridad Pública municipales
- Departamento de seguridad pública de Hanói
- Departamento de Seguridad Pública de la Ciudad Ho Chi Minh
- Departamento de Seguridad Pública de Hai Phong
- Departamento de Seguridad Pública de Da Nang
- Departamento de seguridad pública de Can Tho

## Escalafón de la Seguridad Pública Popular de Vietnam

### Rango más alto (Fuerzas del Ejército)
- General: Solo está en poder del Ministro de Seguridad Pública.
- Coronel General, generalmente ocupado por los Viceministros de Seguridad Pública.
- Teniente General, generalmente ocupado por los directores generales del Departamento General, el director general del Departamento de Policía de la Ciudad Ho Chi Minh y el director general del Departamento de Policía de Hanói.
- Mayor General - generalmente por los Subdirectores Generales del Departamento General y Directores de Departamento.

### Oficiales de rango medio y bajo rango
- Brigadier - generalmente ocupado por los Vicedirectores del Departamento y Jefes de Policía provinciales.
- Coronel - generalmente dado a los Jefes de Policía de cada Distrito y a Jefes de Divisiones.
- Teniente Coronel: Normalmente son los Jefes de Guardia o Jefes de equipos policiales.
- Mayor - usualmente dado a los segundos al mando de un equipo policial.
- Capitán
- Teniente mayor
- Teniente
- Alférez

### Suboficiales
- Sargento mayor
- Sargento
- Cabo

### Personal alistado
- Policía de 1ª clase, bombero de 1ª clase
- Policía, bombero